# District de Muju
Le district de Muju est un district de la province du Jeolla du Nord, en Corée du Sud.

## Géographie
Le district est divisé géographiquement en deux régions par les monts Sobaek et abrite le parc national du Deogyusan. C'est une destination touristique populaire pour les sports d'hiver, notamment dans la station de Muju.

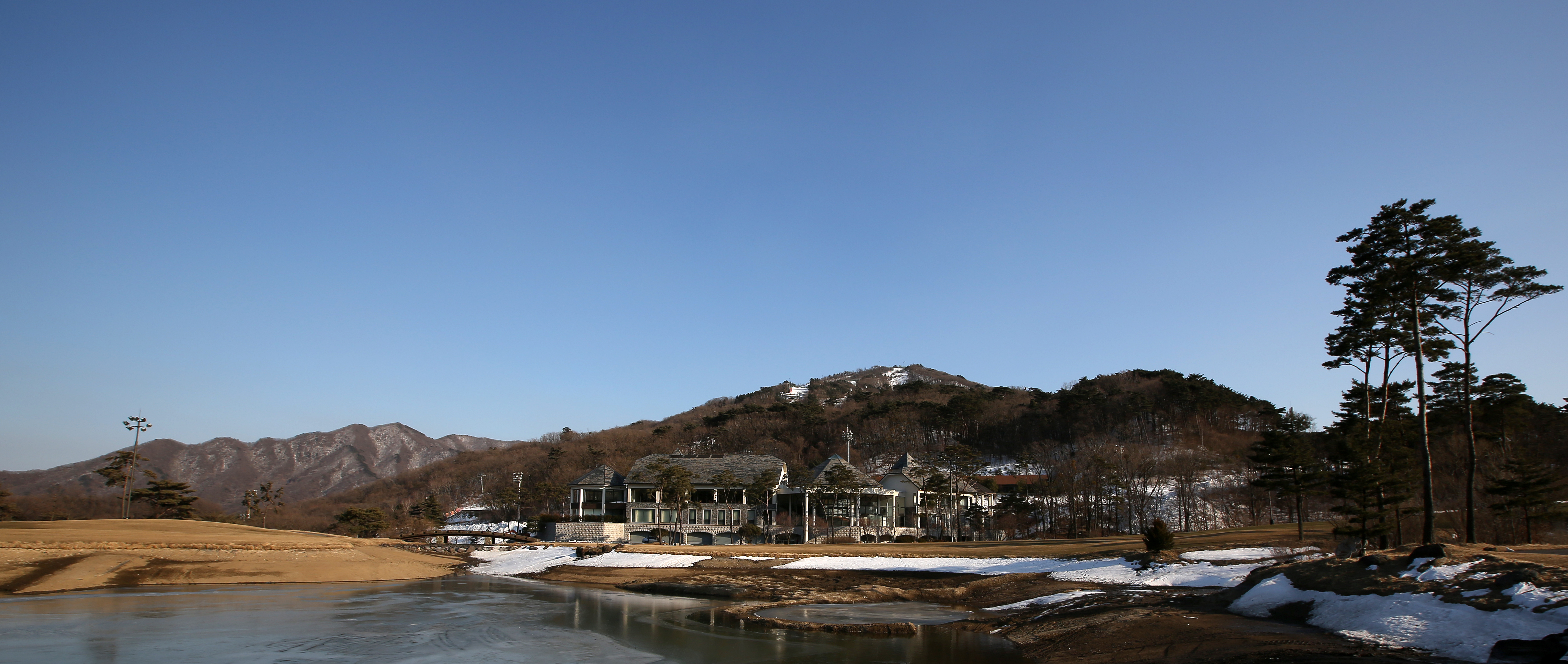
Les pistes de ski et le parcours de golf du Muju Deogyusan Resort